# Mann von Borremose

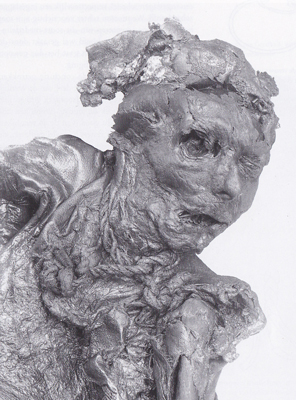
Der Mann von Borremose

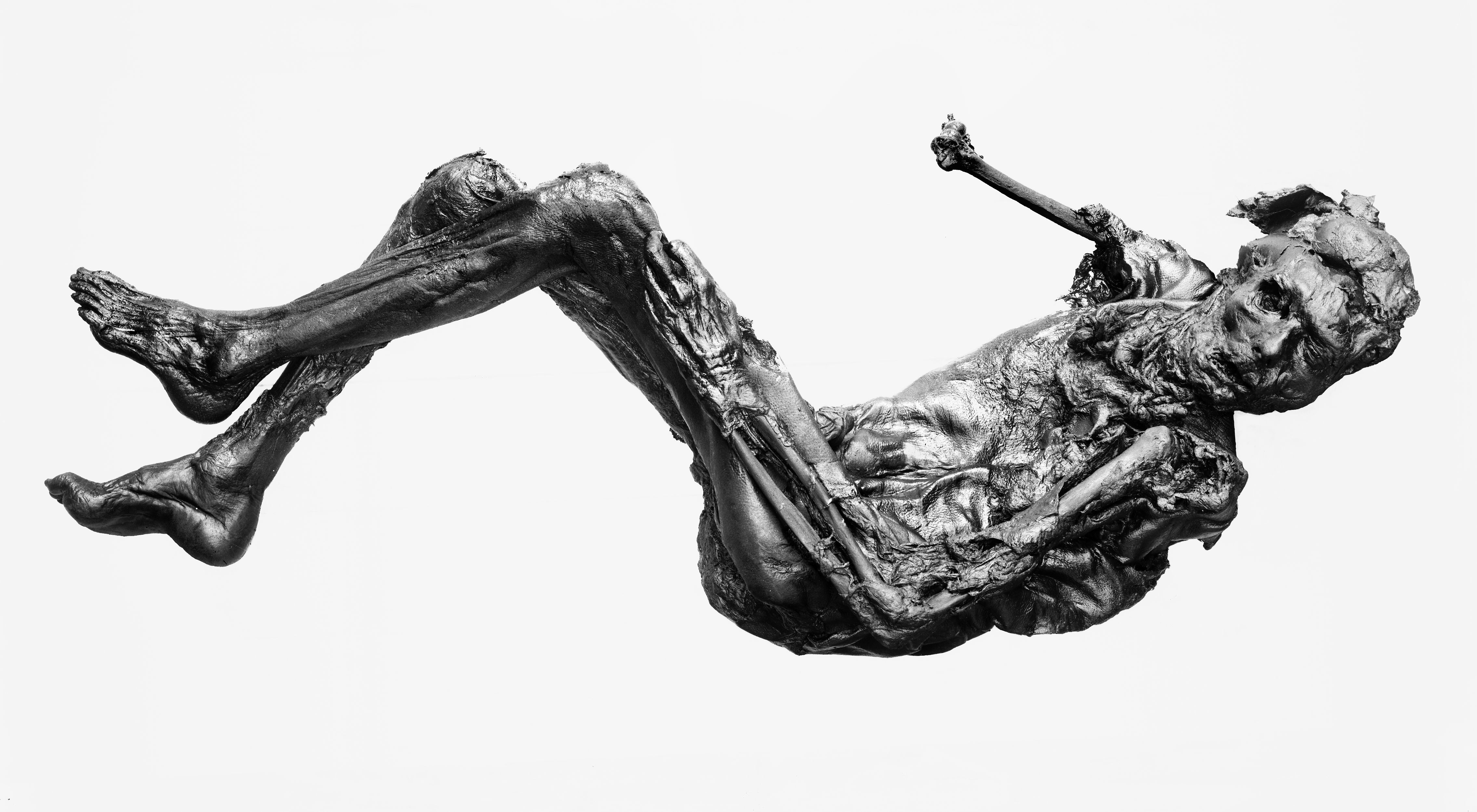
Gesamtansicht

Der Mann von Borremose (auch Moorleiche Borremose I) ist eine Moorleiche aus dem Torfmoor Borremose bei Aars in der Kommune Vesthimmerland (Dänemark).

## Fundumstände
Als der Mann 1946 gefunden wurde, war das ausgedehnte Borremose bereits als archäologischer Fundort bekannt. Im benachbarten Rævemose hatte man den Kessel von Gundestrup entdeckt. Grabungen im südlichen Teil des Borremose hatten eine eisenzeitliche Fluchtburg freigelegt, die Borremose-Festung. Menschliche Körper waren hier aber noch nicht gefunden worden. Im Mai 1946 stießen Torfstecher in zwei Metern Tiefe auf eine männliche Moorleiche. Auf ihr lag ein 4 cm dicker und einen Meter langer Birkenknüppel. Die bedeckende Torfschicht war unversehrt. Zunächst beschäftigte sich die Polizei mit dem Fund. Ein hinzukommender Mitarbeiter des Vesthimmerland-Museums konnte aber dafür sorgen, dass die Moorleiche mit dem gesamten Torfblock ausgestochen und mit Brettern umgeben per Bahn ins Dänische Nationalmuseum nach Kopenhagen transportiert wurde. Dort befindet sie sich seit dem 30. Mai 1946, wird aber gegenwärtig nicht ausgestellt.
Fundort: 56° 47′ 23,2″ N, 9° 34′ 11″ O

## Beschreibung

Schema des Erhaltungszustandes kurz nach der Auffindung 1946:
Rot = Knochenfrakturen
Hautfarben = Weichteilgewebe
Grau/Weiß = Knochen

Die Moorleiche war außergewöhnlich gut erhalten. Mit etwa 1,55 Metern Körpergröße war der Mann eher kleinwüchsig. Er war in sitzender Haltung mit nach links gedrehtem und vorgebeugtem Oberkörper ins Moor gelegt worden. Die Beine waren angezogen und gekreuzt. Das linke Knie berührte fast die rechte Schulter. Der rechte Arm lag auf dem rechten Schenkel, der linke hing leicht angewinkelt herunter.
Die Haut der Moorleiche war schwarz und lederartig. Es waren noch Poren sowie etwa 6 Millimeter lange rötliche Bartstoppeln auf der Oberlippe, der Wange und dem Kinn zu erkennen. Das Gesicht war insgesamt gut erhalten, besonders die Nase und das linke Auge, das zunächst geschlossen war. An der freien Luft öffnete es sich aber etwas und ließ den Augapfel sowie eine schwarze Iris sichtbar werden. Die besser erhaltene linke Hand war gepflegt und zeigte keine Spuren schwerer körperlicher Arbeit. Auch die Füße waren gepflegt, die Nägel sorgfältig geschnitten.
Der Tote wies Spuren schwerer Gewalteinwirkung auf. Durch ein Loch im Hinterkopf war das Gehirn sichtbar. Der rechte Oberschenkelknochen war gebrochen. Um seinen Hals lag ein 94 cm langer, aus drei Schnüren geflochtener Baststrick mit einem Laufknoten.
Der Mann war unbekleidet, zu seinen Füßen fand man aber zwei Mäntel, die aus Schaffellen zusammengesetzt waren. Einer der Mäntel besaß einen geschlossenen Kragen. Unter dem Kopf der Leiche lag ein gewebtes Tuch.

## Untersuchungsergebnisse
In Kopenhagen wurden der Moorleiche Magen und Darm entnommen. Beide waren so gut erhalten, dass man den Inhalt mit dem Mikroskop untersuchen konnte. Die letzte Mahlzeit des Manns bestand aus einer rein vegetarischen Kost, vor allem aus Acker-Spark und verschiedenen Knöterichsorten. Beigemengt waren Kleiner Sauerampfer und Weißer Gänsefuß. Wildkräuter fand man später auch in den Mägen anderer dänischer Moorleichen, des Grauballe- und des Tollund-Manns.
Eine C-14 Analyse datiert die Leiche in die späte Nordische Bronzezeit, etwa in das Jahr 840 v. Chr. Die Todesursache konnte nicht sicher geklärt werden. Manche Autoren nehmen an, dass der Mann durch Strangulieren ums Leben kam. Darauf deutet der um seinen Hals geschlungene Baststrick hin. Andererseits kann auch seine schwere Kopfverletzung zum Tod geführt haben. Sicher kann man von einer gezielten Tötung ausgehen. Als Motiv wurden rituelle Gründe, vor allem eine Opferung, genannt. Es könnte sich aber auch um die Bestrafung eines Verbrechers gehandelt haben.

## Weitere Funde
Neben dem Mann von Borremose wurden im gleichen Moor die Überreste weiterer Moorleichen gefunden wie der Frau von Borremose und der Moorleiche Borremose II, die aber in keinem direkten Zusammenhang miteinander stehen.